# Блаце
Блаце је градско насеље и седиште истоимене општине у Топличком округу. Блаце је град на реци Блаташници, недалеко од Прокупља, око 250 km јужно од Београда. Према попису из 2022. било је 4.865 становника. Овде се налази црква Успења пресвете Богородице у Блацу.
Указом Краља од 20. априла 1921. године насеље је добило статус варошице.

## Географија
Блаце има периферан инфраструктурни положај у односу на главне магистралне коридоре, али представља раскрсницу путева према Косову и Метохији, Брусу, Крушевцу и Прокупљу, што представља повољан транзитни положај (најкраћа веза између Топличке и Крушевачке котлине, кроз Јанкову клисуру.

## Догађаји
Сваке године у августу одржава се тродневни фестивал Дани шљиве. Тог дана, многи узгајивачи шљива показује своје плодове и додељују им се награде у многим категоријама. Организатори се труде да сваке године угосте велики број најистакнутијих српских музичара и група. Претходних година су наступали Џенан Лончаревић, Северина, ЈУ група, Аца Лукас, Звезде Гранда и многи други. Наступи су обогаћени учешћем локалних бендова и културно-уметничких друштава.
Културни центар Драинац и општина Блаце сваке године организују „Златну свадбу”, сусрет брачних парова који су 50 година у браку.
- Споменик шљиви
- Манифестација Шљивијада 2015. године
- Манифестација Шљивијада 2015. године

## Демографија
У насељу Блаце живи 4193 пунолетна становника, а просечна старост становништва износи 36,9 година (36,1 код мушкараца и 37,7 код жена). У насељу има 1675 домаћинстава, а просечан број чланова по домаћинству је 3,26.
Ово насеље је великим делом насељено Србима (према попису из 2002. године).
|             | \| Демографија[2] \| Демографија[2] \| Демографија[2] \| \| Година \| Становника \| Становника \| \| -------------- \| -------------- \| -------------- \| \| 1948. \| 1.824 \| \| \| 1953. \| 2.181 \| \| \| 1961. \| 2.564 \| \| \| 1971. \| 3.373 \| \| \| 1981. \| 4.409 \| \| \| 1991. \| 5.228 \| 5.106 \| \| 2002. \| 5.465 \| 5.631 \| \| 2011. \| 5.253 \| \| \| 2022. \| 4.865 \| \| |            |
| Демографија | |            |
| Година      | Становника | Становника |
| 1948.       | 1.824 |            |
| 1953.       | 2.181 |            |
| 1961.       | 2.564 |            |
| 1971.       | 3.373 |            |
| 1981.       | 4.409 |            |
| 1991.       | 5.228 | 5.106      |
| 2002.       | 5.465 | 5.631      |
| 2011.       | 5.253 |            |
| 2022.       | 4.865 |            |

| Етнички састав према попису из 2002.‍ | Етнички састав према попису из 2002.‍ | Етнички састав према попису из 2002.‍ | Етнички састав према попису из 2002.‍ | Етнички састав према попису из 2002.‍ |
| ------------------------------------ | ------------------------------------ | ------------------------------------ | ------------------------------------ | ------------------------------------ |
|                                      |                                      |                                      |                                      |                                      |
| Срби                                 | Срби                                 |                                      | 5.322                                | 97,38%                               |
| Роми                                 | Роми                                 |                                      | 70                                   | 1,28%                                |
| Црногорци                            | Црногорци                            |                                      | 14                                   | 0,25%                                |
| Горанци                              | Горанци                              |                                      | 7                                    | 0,12%                                |
| Македонци                            | Македонци                            |                                      | 4                                    | 0,07%                                |
| Хрвати                               | Хрвати                               |                                      | 2                                    | 0,03%                                |
| Мађари                               | Мађари                               |                                      | 2                                    | 0,03%                                |
| Руси                                 | Руси                                 |                                      | 1                                    | 0,01%                                |
| Југословени                          | Југословени                          |                                      | 1                                    | 0,01%                                |
| непознато                            | непознато                            |                                      | 30                                   | 0,54%                                |

| Година пописа     | 1948. | 1953. | 1961. | 1971. | 1981. | 1991. | 2002. |
| ----------------- | ----- | ----- | ----- | ----- | ----- | ----- | ----- |
| Број домаћинстава | 383   | 494   | 692   | 1.056 | 1.334 | 1.552 | 1.675 |

| Број чланова      | 1   | 2   | 3   | 4   | 5   | 6   | 7  | 8 | 9 | 10 и више | Просек |
| ----------------- | --- | --- | --- | --- | --- | --- | -- | - | - | --------- | ------ |
| Број домаћинстава | 248 | 359 | 306 | 434 | 183 | 108 | 25 | 6 | 1 | 5         | 3,26   |

| Пол    | Укупно | Неожењен/Неудата | Ожењен/Удата | Удовац/Удовица | Разведен/Разведена | Непознато |
| ------ | ------ | ---------------- | ------------ | -------------- | ------------------ | --------- |
| Мушки  | 2.158  | 571              | 1.433        | 101            | 31                 | 22        |
| Женски | 2.276  | 423              | 1.459        | 297            | 81                 | 16        |
| УКУПНО | 4.434  | 994              | 2.892        | 398            | 112                | 38        |

| Пол    | Укупно                    | Пољопривреда, лов и шумарство | Рибарство                            | Вађење руде и камена | Прерађивачка индустрија       |
| ------ | ------------------------- | ----------------------------- | ------------------------------------ | -------------------- | ----------------------------- |
| Мушки  | 904                       | 48                            | 0                                    | 0                    | 312                           |
| Женски | 731                       | 14                            | 0                                    | 0                    | 271                           |
| УКУПНО | 1.635                     | 62                            | 0                                    | 0                    | 583                           |
| Пол    | Производња и снабдевање   | Грађевинарство                | Трговина                             | Хотели и ресторани   | Саобраћај, складиштење и везе |
| Мушки  | 14                        | 38                            | 100                                  | 33                   | 59                            |
| Женски | 3                         | 6                             | 104                                  | 33                   | 11                            |
| УКУПНО | 17                        | 44                            | 204                                  | 66                   | 70                            |
| Пол    | Финансијско посредовање   | Некретнине                    | Државна управа и одбрана             | Образовање           | Здравствени и социјални рад   |
| Мушки  | 12                        | 10                            | 77                                   | 54                   | 43                            |
| Женски | 16                        | 6                             | 38                                   | 92                   | 75                            |
| УКУПНО | 28                        | 16                            | 115                                  | 146                  | 118                           |
| Пол    | Остале услужне активности | Приватна домаћинства          | Екстериторијалне организације и тела | Непознато            | Непознато                     |
| Мушки  | 23                        | 0                             | 0                                    | 81                   | 81                            |
| Женски | 11                        | 0                             | 0                                    | 51                   | 51                            |
| УКУПНО | 34                        | 0                             | 0                                    | 132                  | 132                           |

## Галерија
- Центар Блаца
- Висока пословна школа струковних студија
- Средња школа
- Народна библиотека Раде Драинац
- Културни центар
- Аутобуска станица у Блацу
- Црква Успења Пресвете Богородице
- Блачко језеро